# Ustjuženskij rajon
L'Ustjuženskij rajon (in russo Устюженский район?) è un rajon dell'Oblast' di Vologda, nella Russia europea; il capoluogo è Ustjužna. Istituito nel 1927, ricopre una superficie di 3.600 chilometri quadrati ed ospita una popolazione di circa 20.000 abitanti.